# 台湾刑事令
台湾刑事令（たいわんけいじれい）（明治41年律令第9号）は、日本統治下の台湾における刑事関係について定めた律令である。
明治41年（1908年）8月28日公布、同年10月1日施行。
この記事においては、台湾刑事令の制定前における台湾での刑事法の適用関係についても記述する。

## 概要

### 台湾刑事令の制定まで
台湾統治開始直後は、占領に対する軍事的鎮圧のため軍政を施行しており、この時期の刑事訴訟は、台湾住民刑罰令（明治28年11月17日付日令第21号）により、同令に正条がなき行為についても陸軍刑法、海軍刑法及び刑法に正条があるものはこれにより罰することができるとし、台湾住民治罪令（明治28年11月17日付日令第21号により、憲兵、将校、下士、守備隊長、兵站司令官、地方行政庁長官、警部長、警部が検察官の職に当り、簡易なものは警察署長及び同分署長において適宜その審判を行うことができるとした。その後、軍政から民政に移行し、台湾総督府法院条例（明治29年律令第1号、明治29年5月1日公布）の制定により裁判機構が整備された。その後台湾総督府臨時法院条例（明治29年律令第2号、明治29年7月11日公布）が緊急律令として制定され、政治上の犯罪については、台湾総督が適宜の場所に設置する臨時法院が一審にして終審の裁判を行うことにした。
実体法については、台湾ニ於ケル犯罪処断ノ件（明治29年律令第4号、明治29年8月14日公布）が緊急律令として制定され、台湾における犯罪は、帝国刑法により処断する、ただし刑法の条項中台湾住民に適用しがたいものは別に定めるところによるとした。また、内地の違警罪即決例と同様に、拘留又ハ科料ノ刑ニ該ルヘキ犯罪即決例（明治29年律令第7号、明治29年10月1日公布）は、犯罪地の警察署長、分署長またはその代理たる官吏並びに憲兵隊長、分隊長及び下士が拘留又は科料の即決ができるとした。
ついで、台湾刑事令の制定施行前は、民事商事及刑事ニ関スル律令（明治31年律令第8号、明治31年7月16日公布施行）により、民事・刑事とも一つの律令により規定された。この律令は、民事商事及び刑事に関する事項は、民法、商法、刑法、民事訴訟法、刑事訴訟法及び附属法律に依る（依用）としながら、①本島人及び清国人以外が関係しない民事・商事事件、②本島人及び清国人の刑事事件については、現行の例によるとした。なおこの律令の制定により台湾ニ於ケル犯罪処断ノ件は廃止されたが、拘留又ハ科料ノ刑ニ該ルヘキ犯罪即決例はそのまま施行された。
また民事商事及刑事ニ関スル律令と同日に制定された民事商事及刑事ニ関スル律令施行規則（明治31年律令第8号、明治31年7月16日公布施行）は、刑事訴訟法の適用についての特則を規定した。同日に制定された施行規定であるがこちらは緊急律令である。
民事商事及刑事ニ関スル律令の適用を受ける附属法律は台湾総督が定めるとされ、民事商事及刑事ニ関スル律令附属法律（明治31年台湾総督府令第54号、明治31年7月16日公布施行）に規定されたが、すべて民事商事関係であり、刑事関係はなかった。
この台湾総督府令は、次のように改正され、対象の附属法律が追加された。以下は刑事法にかかわるもののみ記載する。
明治三十一年府令第五十四号中追加（明治32年台湾総督府令第5号、明治32年1月21日公布施行）
　　刑法附則
明治三十一年府令第五十四号中追加（明治32年台湾総督府令第43号、明治32年6月1日公布施行）
　　商法ニ従ヒ破産ノ宣告ヲ受ケタル者ニ関スル件（明治23年10月9日法律第101号）
その後、訴訟法については、刑事訴訟法民事訴訟法及其附属法律ニ関スル件（明治32年律令第8号、明治32年4月28日公布施行）により本島人及び清国人関係についても特則のない限り刑事訴訟法、民事訴訟法及び附属法律に依ることになった。
この刑事訴訟の特則については、刑事訴訟法民事訴訟法及其附属法律適用ニ関スル件の制定前後に次の律令が制定されている。
　　重罪軽罪控訴予納金規則（明治31年律令第25号、明治31年12月17日公布施行）
　　本島人及清国人ノ犯罪予審ニ関スル件（明治32年律令第9号、明治32年4月28日公布施行）
　　刑事事件再審ノ訴及非常上告ニ関スル件（明治32年律令第26号、明治32年8月30日公布施行）
　　刑事訴訟手続ニ関スル律令（明治34年律令第4号、明治34年5月27日公布施行。）
これらの刑事訴訟法手続の特則については、刑事訴訟特別手続（明治38年律令第10号、明治38年7月29日公布、明治38年8月1日施行）の制定により、重罪軽罪控訴予納金規則を除き統合して規定された。
刑事訴訟特別手続中改正（大正8年律令第6号、大正8年8月8日公布、大正8年8月10日施行）
1年以下の禁錮または100円以下の罰金の刑につき自白のみで有罪とし、又は判決に証拠についての判断を省略できる規定を廃止。重罪軽罪控訴予納金規則を廃止。
刑事訴訟特別手続中改正（大正11年律令第11号、大正10年12月29日公布、大正11年1月20日施行）
弁護人が上訴をできない規定を廃止。
刑事訴訟特別手続廃止（大正13年律令第6号、大正12年12月29日公布、大正11年1月1日施行）
刑事訴訟法が台湾に施行されたことに伴い、刑事訴訟特別手続は廃止された。

### 制定理由
台湾刑事令の制定の文書に添付された理由書によると、制定の理由は「本島における民事刑事は各別に制定する必要」となっている。同時に制定された台湾民事令も同様な理由であり、この時点で内容の大きな変更は意図されていない。

### 構成
制定時点での台湾刑事令は、全7条から構成されている。
第1条　刑事に関しては、刑法、刑法施行法及び刑事訴訟法に依ると規定。
第2条　台湾刑事令の制定前に制定した律令、律令と同一の効力を有する日令は、刑法施行法第1条の他の法律とみなす。
第3条　刑法施行法第26条（刑法第2条、すべての者の国外犯）に記載した罪について律令で規定したものは刑法第2条の例に従う。
第4条　刑の執行猶予は検察官の請求がある場合に限る。
第5条　第1条で依用する場合の区裁判所の職務は地方法院、郡長の職務は庁長、主務大臣の職務は台湾総督を行う。
第6条　施行に必要な事項は台湾総督が定める。
第7条　匪徒刑罰令、刑事訴訟特別手続の効力の継続。

## 改正
台湾ニ施行スヘキ法令ニ関スル法律（大正10年法律第3号）が、大正11年（1922年）1月1日から施行され、台湾についても内地の法令を施行することは原則となった。
これにより民事関係については、内地の法令を施行し、台湾民事令は廃止された。しかし刑事関係については、次のように改正はされたが、台湾刑事令は、刑法関係については台湾総督府の消滅まで継続した。刑事訴訟法については、刑事訴訟法ヲ台湾ニ施行スルノ件（大正12年12月27日勅令第526号）により、大正13年（1924年）1月1日から台湾に適用された。また、大正十一年勅令第四百七号（台湾ニ施行スル法律ノ特例ニ関スル件）中改正ノ件（大正12年12月27日勅令第514号）、台湾ニ施行スル法律ノ特例ニ関スル件（大正11年9月18日勅令第407号）が改正され、刑事訴訟法の特例が規定された。
大正9年8月31日律令第14号　台湾刑事令中改正　大正9年9月1日施行
刑の執行猶予は検察官の請求のある場合に限る規定を削除。効力を有するとした律令を削減。
大正12年12月29日律令第8号　台湾刑事令中改正　大正13年1月1日施行
刑事訴訟法が台湾に施行されたことに伴う改正。
昭和5年9月9日律令第2号　台湾刑事令中改正　大正9年9月10日施行
依用する法律に盗犯等ノ防止及処分ニ関スル法律（昭和5年5月22日法律第9号）を追加。
次の二つの法律は台湾に施行された。
　刑事訴訟費用法（大正10年4月12日法律第68号）－刑事訴訟費用法ヲ台湾ニ施行スルノ件（大正11年12月29日勅令第524号）
　刑事補償法（昭和6年4月2日法律第60号）－刑事補償法ヲ台湾ニ施行スルノ件（昭和8年5月10日勅令第95号）

## 特別刑法

### 施行された特別刑法
刑法等は、台湾刑事令により依用されたが、特別刑法の多くは、台湾に施行された。以下は台湾に施行された特別刑法とその施行の根拠となる勅令である。
外国ニ於テ流通スル貨幣紙幣銀行券証券偽造変造及模造ニ関スル法律（明治38年3月20日法律第66号）－明治三十八年法律第六十六号ヲ台湾ニ施行スルノ件（明治38年3月20日勅令第57号）
海底電信線保護万国聯合条約罰則－海底電信線保護万国連合条約罰則ヲ台湾ニ施行スルノ件（明治30年8月30日勅令第284号）
法人ノ役員処罰ニ関スル法律（大正4年6月21日法律第18号）－大正四年法律第十八号ヲ朝鮮、台湾及樺太ニ施行スルノ件（大正4年12月14日勅令第230号）
暴力行為等処罰ニ関スル法律（大正15年4月10日法律第60号）－大正十五年法律第六十号ヲ朝鮮台湾及樺太ニ施行ノ件（大正15年9月6日勅令第299号）
治安維持法（大正14年4月22日法律第46号）－治安維持法ヲ朝鮮、台湾及樺太ニ施行スルノ件（大正14年5月8日勅令第175号）

### 特別刑法を内容とする律令
印紙犯罪処罰ニ関スル件（明治42年律令第2号。明治42年5月4日公布、明治42年5月18日施行）－印紙犯罪処罰法を依用
台湾紙幣類似証券取締規則（明治37年律令第14号。明治36年12月29日公布、明治37年1月10日施行）